# Acfun
AcFun (chinês tradicional: AcFun彈幕視頻網, chinês simplificado: AcFun弹幕视频网, pinyin: AcFun dàn mù shì pín wǎng), abreviado como AC, é um site de compartilhamento de vídeos da China. AcFun é a sigla para "Anime, Comic and Fun" (Animes, Quadrinhos e Diversão). O site foi inicialmente uma comunidade voltada para ACGN (Animação, Quadrinhos, Jogos e Novelas) e é um site influente de compartilhamento de vídeos para seu público.. AC Musume e TD Musume são ícones representativos do AcFun.